# Zuzyci
Zuzyci (hebr. זוּזִים Zuzim) – starożytny lud wspomniany w Biblii, zamieszkujący tereny położone na wschód od Jordanu.
Zgodnie z relacją zamieszczoną w Księdze Rodzaju (Rdz 14,5) byli jednym z ludów pobitych podczas wyprawy wojennej króla Kedorlaomera. Zamieszkiwali krainę Ham, której położenie jest niepewne. Przypuszczalnie chodzi o późniejsze tereny Ammonitów, na podstawie czego utożsamia się Zuzytów ze wzmiankowanymi w Księdze Powtórzonego Prawa (Pwt 2,20) Zamzummitami. Być może chodzi o jeden i ten sam lud, a różnica wynikła z błędu kopisty.
W Septuagincie hebrajską nazwę Zuzim przetłumaczono jako ἔθνη ἰσχυρὰ – „potężny lud”.